# Синхронне плавання на Чемпіонаті Європи з водних видів спорту 2018 — змішаний дует, технічна програма
Змагання з синхронного плавання в технічній програмі змішаних дуетів на Чемпіонаті Європи з водних видів спорту 2018 відбулися 3 серпня.

## Результати[1]
| Місце | Країна  | Плавчині                                  |         |
| Місце | Країна  | Плавчині                                  | Очки    |
| ----- | ------- | ----------------------------------------- | ------- |
| 1     | Росія   | Майя Гарбанбердієва Олександр Мальцев     | 89.5853 |
| 2     | Італія  | Маніла Фламіні Джорджіо Манісіні          | 88.6973 |
| 3     | Іспанія | Берта Феррерас По Рібес                   | 82.3217 |
| 4     | Греція  | Васілейос Гкортсілас Ніколета Папегеоргіу | 72.7838 |